# Aloe munchii
Aloe munchii é uma espécie de liliopsida do gênero Aloe, pertencente à família Asphodelaceae.